# Hoshimi Rika
Hoshimi Rika (星美 りか (Tinh-Mỹ Lê-Hương) 20 tháng 9 năm 1990 –) là một tarento và ca sĩ người Nhật Bản. Cô cũng là một cựu nữ diễn viên khiêu dâm và thần tượng áo tắm. Cô là một thành viên của nhóm Million Girls Z. Cô sinh ra tại Numazu, Shizuoka.

## Sự nghiệp
Năm 2005, cô được đề cử cho bộ sưu tập thần tượng áo tắm mặc đồng phục của Tōryūmon Young Jump.
Trong chương trình "SHAKE!FREE TV" của TV Aichi, cô đã được chọn làm MC khi còn là sinh viên năm hai.
22/7/2011, ảnh khỏa thân hoàn toàn đầu tiên của cô được đăng lên tạp chí ảnh hàng tuần "FRIDAY" số ngày 5/8/2011. Tháng 9 cùng năm, cô ra mắt ngành phim khiêu dâm với hãng MUTEKI. Sau đó cô đã trở thành nữ diễn viên độc quyền của Idea Pocket, và các phim phát hành vào tháng 1 và 2 đã trở thành một trong những phim bán chạy nhất của hãng. Công ti chủ quản hiện tại của cô là Diva Promotion.
Năm 2013, cô đã đảm nhận vị trí quản lí phòng kinh doanh của Idea Pocket.
Cô thông báo cô sẽ chuyển hãng phim độc quyền sang Million từ ngày 1/5/2014, và cô cũng đã được chọn để tham gia nhóm Million Girls Z cùng với Sakazaki Miho, Christine và Sakura Kizuna, với cô là trưởng nhóm.
1/6/2016, bên lề sự kiện trang web chính thức của AV OPEN2016 được lập, cô cùng với Ichikawa Masami và Mikami Yua đã thông báo được chọn làm hình ảnh đại diện của sự kiện. Tháng 12 cùng năm, cô đã thông báo nghỉ việc trên blog của cô.
Tháng 5/2019, cô tham gia công ti T-Powers với tư cách là một tarento và quay lại hoạt động nghệ thuật. Ngày 4/12/2020, cô ra mắt ngành ca hát dưới nghệ danh HOSHIMI RIKA.
Dựa trên kinh nghiệm làm thần tượng áo tắm, cô đã thể hiện sự mong muốn được giúp đỡ những cô gái đang hoạt động trong ngành vướng vào cuộc phản đối hủy bỏ buổi chụp ảnh áo tắm, và đã tham gia với tư cách là MC tại buổi tiệc sau sự kiện với chủ đề "Thể hiện sự quyến rũ để bảo vệ những nơi bạn có thể thể hiện bản thân, ví dụ như các buổi chụp ảnh áo tắm và áo lót".

## Đời tư
- Khi cô học tiểu học, cô đã từng để một kiểu tóc gần như trọc và trống giống con trai hơn là con gái.[17]
- Sở thích của cô là đi bộ,[7] quan sát con người, và hoang tưởng. Kĩ năng đặc biệt: chơi golf, bơi lội, nấu ăn.[7]
- Gia đình cô có 4 người bao gồm bố mẹ và em gái cô.
- Cô lần đầu thủ dâm khi học mầm non năm 5 tuổi, và cô đã học cách xuất tinh vào năm ba trung học cơ sở.[18] Lần đầu cô quan hệ tình dục là vào năm ba trung học cơ sở,[19] trong đó cô quan hệ với một đàn anh lớn hơn cô 1 tuổi bằng tư thế thông thường.[20]
- Cô có một thói quen xấu là uống đồ uống có cồn, và khi cô say, cô thường ngủ trên đường và phải làm việc với cảnh sát. Có nhiều lần cô lên cơn say rất rắc rối.
- Cô là bạn từ nhỏ của Sawabe Rion.
- Tên con chó của cô mà thường xuất hiện trên blog là Papiko (パピコ).
- Nhân vật đầu tiên cô yêu thích là Tuxedo Mặt nạ trọng anime Sailor Moon.
- Tarento nam cô yêu thích là Egashira 2:50.[20]
- Cô có có bằng chuyên gia golf hạng 1 và Kanji Kentei hạng 5.
- Sau khi trở thành nữ diễn viên khiêu dâm, cô đã thú nhận với bạn cùng lớp tiểu học tại buổi gặp mặt của hội cựu học sinh trường rằng cô đã là nữ diễn viên khiêu dâm.[17]